# Cdrdao
cdrdao je svobodná konzolová aplikace pro vypalování optických disků a jejich ripování. Program je krytý licencí GPL. Audio nebo datová CD vypaluje cdrdao v režimu disk-at-once (zkráceně dao; viz název). Jde o program určený pro běh v příkazovém řádku; postrádá vlastní grafické uživatelské rozhraní (front end). To zajišťuje software třetích stran: K3b, Gcdmaster (oba pro GNU/Linux) či XDuplicator (MS Windows).